# Come tarda a venire lo sposo
Come tarda a venire lo sposo (Locked Out of Wedlock) è un cortometraggio muto del 1912  diretto da Leopold Wharton, prodotto dalla Pathé Frères.

## Produzione
Il film venne prodotto dalla Pathé Frères.

## Distribuzione
Distribuito dalla General Film Company, il film uscì in sala il 4 settembre 1912.